# Chiesa di San Giovanni Battista (Magliano in Toscana)
La chiesa di San Giovanni Battista è un edificio sacro situato a Magliano in Toscana.
È di origine romanica ma di aspetto composito per le successive trasformazioni.

## Interno
Le finestre nel fianco sinistro sono gotiche, la facciata, di sobria eleganza, rinascimentale (1471). Notevole anche la parte absidale, accompagnata sulla destra da un campanile cuspidato.
L'interno è a una navata, con soffitto sostenuto da tre archi a pieno centro, l'arco trionfale poggia su due colonne romaniche con capitelli decorati. Alle pareti, affreschi votivi del XV e XVI secolo di scuola senese. Nell'abside, tabernacolo a muro dell'inizio del XIII secolo con, nell'architrave, il maglio (stemma della Comunità) e l'iscrizione in lettere gotiche dell'artefice (M. Nicholaus). A sinistra, raffinato fonte battesimale in travertino a sei formelle, datato 1493.